# NGC 5719
NGC 5719 is een balkspiraalstelsel in het sterrenbeeld Maagd. Het hemelobject werd op 11 april 1787 ontdekt door de Duits-Britse astronoom William Herschel.

## Synoniemen
- UGC 9462
- MCG 0-37-24
- ZWG 19.79
- IRAS 14383-0006
- PGC 52455